# Ибраима Конате
Ибраима Конате (фр. Ibrahima Konaté, Париз, 25. мај 1999) је француски фудбалер који тренутно наступа за Ливерпул. Игра на позицији одбрамбеног играча.

## Успеси
Лајпциг
- Куп Немачке: (финале: 2018/19,[5] 2020/21)[6]

 Ливерпул
- Премијер лига (1) : 2024/25.
- ФА куп (1) : 2021/22.[7]
- Лига куп Енглеске (2) : 2021/22,[8] 2023/24.[9]
- Комјунити шилд (1) : 2022.[10]
- Лига шампиона: (финале: 2021/22)[11]

 Француска
- Светско првенство:  2022.[12]